# Johan Hendrik Stöver
Johan Hendrik Stöver, eigenlijk Johann Heinrich Stöver (Haarlem, 30 oktober 1825 – Den Haag, 28 mei 1911) was een Nederlands beeldhouwer.

## Leven en werk
Stöver werd geboren uit Duitse ouders, hij was een zoon van stukadoor-beeldhouwer Johann Heinrich Stöver sr. (1781-1858) en Clementina Wilhelmina Augusta Charlotte Fischhaupt (1793-1886). Hij werd opgeleid aan de Koninklijke Academie van Beeldende Kunsten in Amsterdam, als leerling van Louis Royer. Stöver won in 1848 de vergulde Academiemedaille voor beeldhouwkunst en werd een jaar later benoemd tot lid van de Academie. Toen Willem III in 1851 de Academie bezocht, leidde Royer de koning onder andere langs zijn eigen ontwerp voor het standbeeld van Laurens Janszoon Coster en langs Stövers buste van Jacob van Lennep. Hij wordt met E.F. Georges en J.P. Menger gerekend tot de voornaamste leerlingen van Royer. Hij maakte marmeren portretten en (vaak Bijbelse) figuurvoorstellingen. Net als zijn vader nam Stöver deel aan diverse tentoonstellingen van Levende Meesters.
Door een rijksstipendium werd Stöver in staat gesteld in 1851 naar Rome te gaan, waar hij een groot deel van zijn werkzaam leven doorbracht. In 1859 werd zijn atelier in Rome bezocht door Willem III en diens vrouw Sophie. In opdracht van prinses Marianne maakte Stöver onder meer grafmonument haar zoon en een beeld van Jezus en Bartimeüs, dat bij Schloss Reinhartshausen in Erbach werd geplaatst. Van paus Pius IX ontving hij een medaille van verdienste.
Stöver keerde rond 1876 terug naar Nederland. Hij vestigde zich in Den Haag, waar hij op 85-jarige leeftijd overleed.

## Enkele werken
- buste van mr. J. van Lennep (1851) voor de rederijkerskamer Achilles
- beschermengel met kind (1856) voor het mortuarium van het Diakonessenhuis in Utrecht
- moeder met kind (1859). Gekocht door Frederik III van Pruisen voor zijn vrouw Victoria t.g.v. de geboorte van hun zoon Wilhelm, de later keizer Wilhelm II.
- De toewijding van Abel (1861), in opdracht van C.P. van Eeghen
- marmeren grafmonument met bronzen deuren voor Johannes Willem van Reinhartshausen (1849-1861) in de Johanneskerk in Erbach. Stöver maakte voor het monument een beschermengel en levensgrote allegorische beelden van Geloof, Hoop en Liefde.
- Genezing van de blinde (voor 1869), marmeren beeld van Jezus en Bartimëus voor Schloss Reinhartshausen, later herplaatst naar de Johanneskerk in Erbach
- Christusfiguur op het graf van prinses Marianne

## Galerij

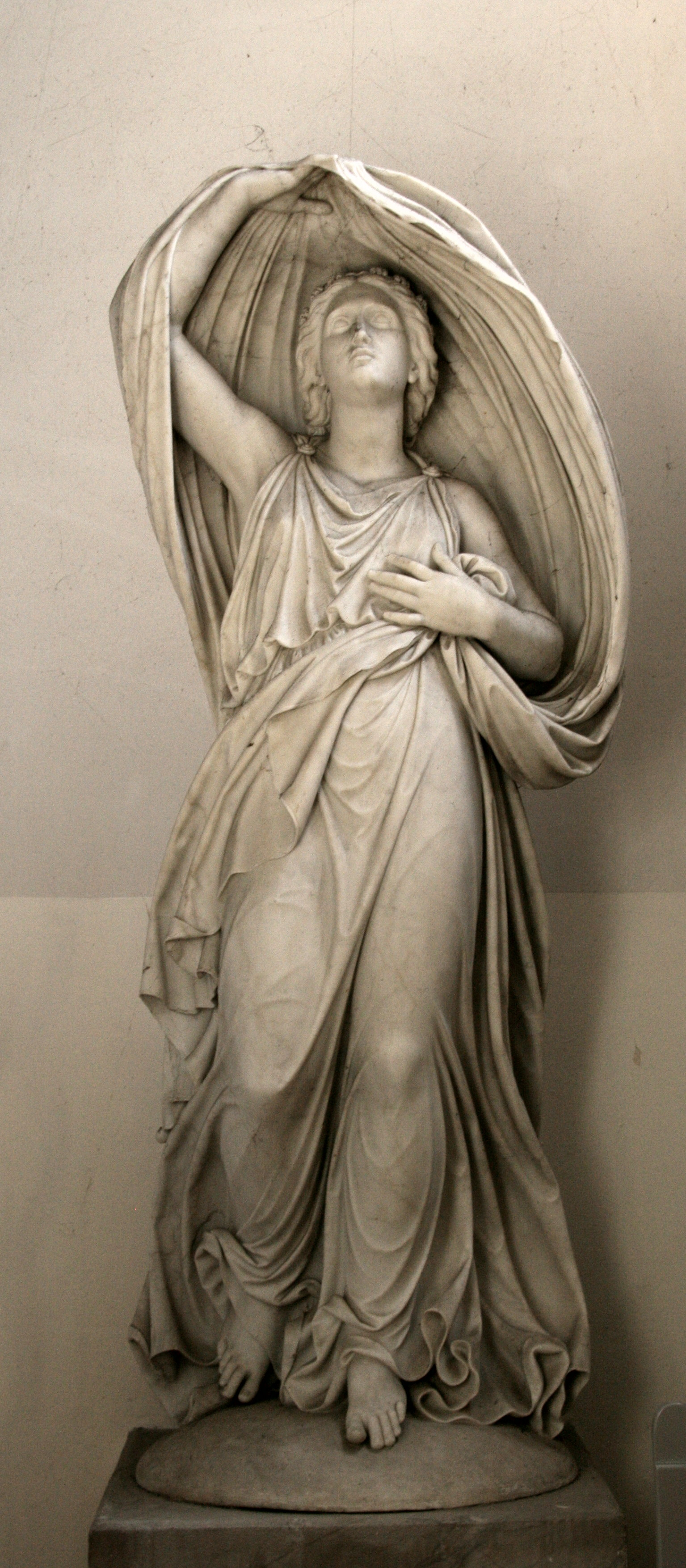
Hoop
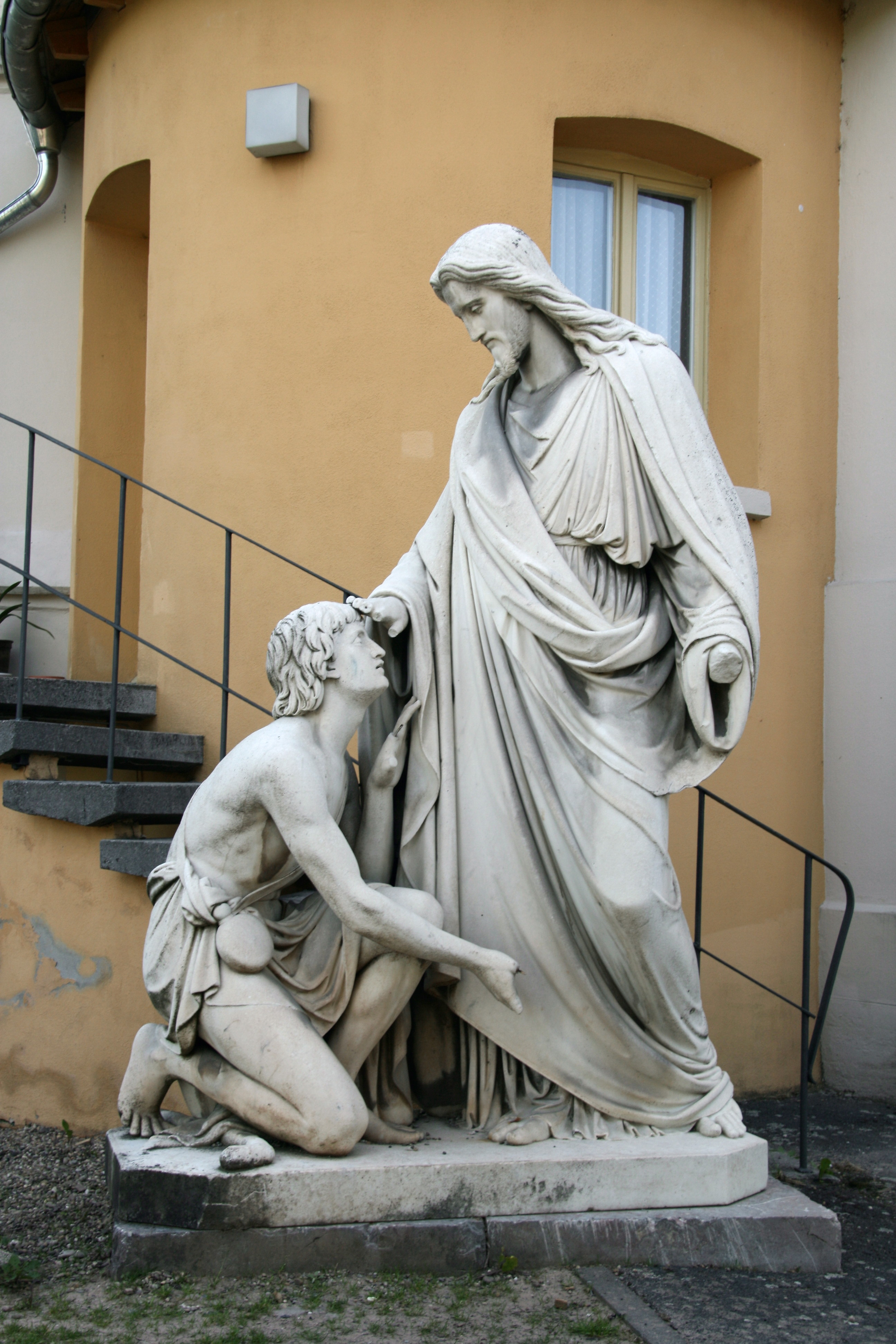
Genezing van de blinde
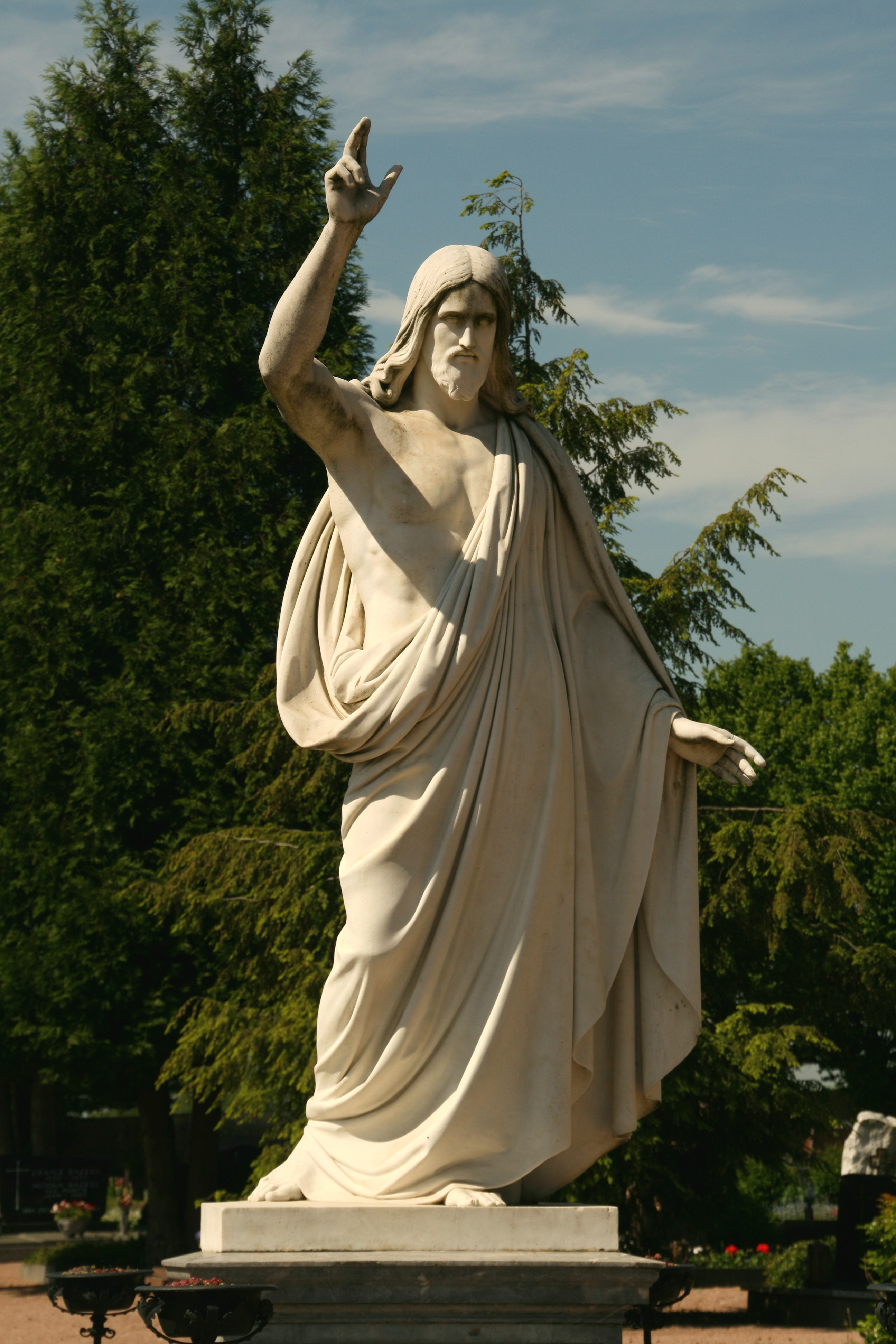
Christus

- Biografisch Portaal: 53493816
- RKD-Nederlands Instituut voor Kunstgeschiedenis: 259491